# Villanueva de Azoague
Villanueva de Azoague ist ein nordwestspanischer Ort und eine Gemeinde (municipio) mit nur noch 381 Einwohnern (Stand: 2024) im Süden der Provinz Zamora in der Autonomen Gemeinschaft Kastilien-León. Neben dem Hauptort Villanueva de Azoague gehört die Ortschaft Castropepe zur Gemeinde.

## Lage und Klima
Villanueva de Azoague liegt am westlichen Rand der Kastilischen Hochebene (Meseta Iberica) in einer Höhe von ca. 700 m. Der Río Órbigo fließt südlich der Ortschaft in den Río Esla. Die Provinzhauptstadt Zamora ist gut 61 Kilometer (Fahrtstrecke) in südlicher Richtung entfernt. Durch den Südosten der Gemeinde führt die Autovía A-66.
Das gemäßigte Kontinentalklima wird nur selten vom Atlantik beeinflusst.

## Bevölkerungsentwicklung
| Jahr      | 1970 | 1981 | 1991 | 2001 | 2011 | 2021 |
| Einwohner | 556  | 457  | 461  | 357  | 325  | 360  |

## Sehenswürdigkeiten

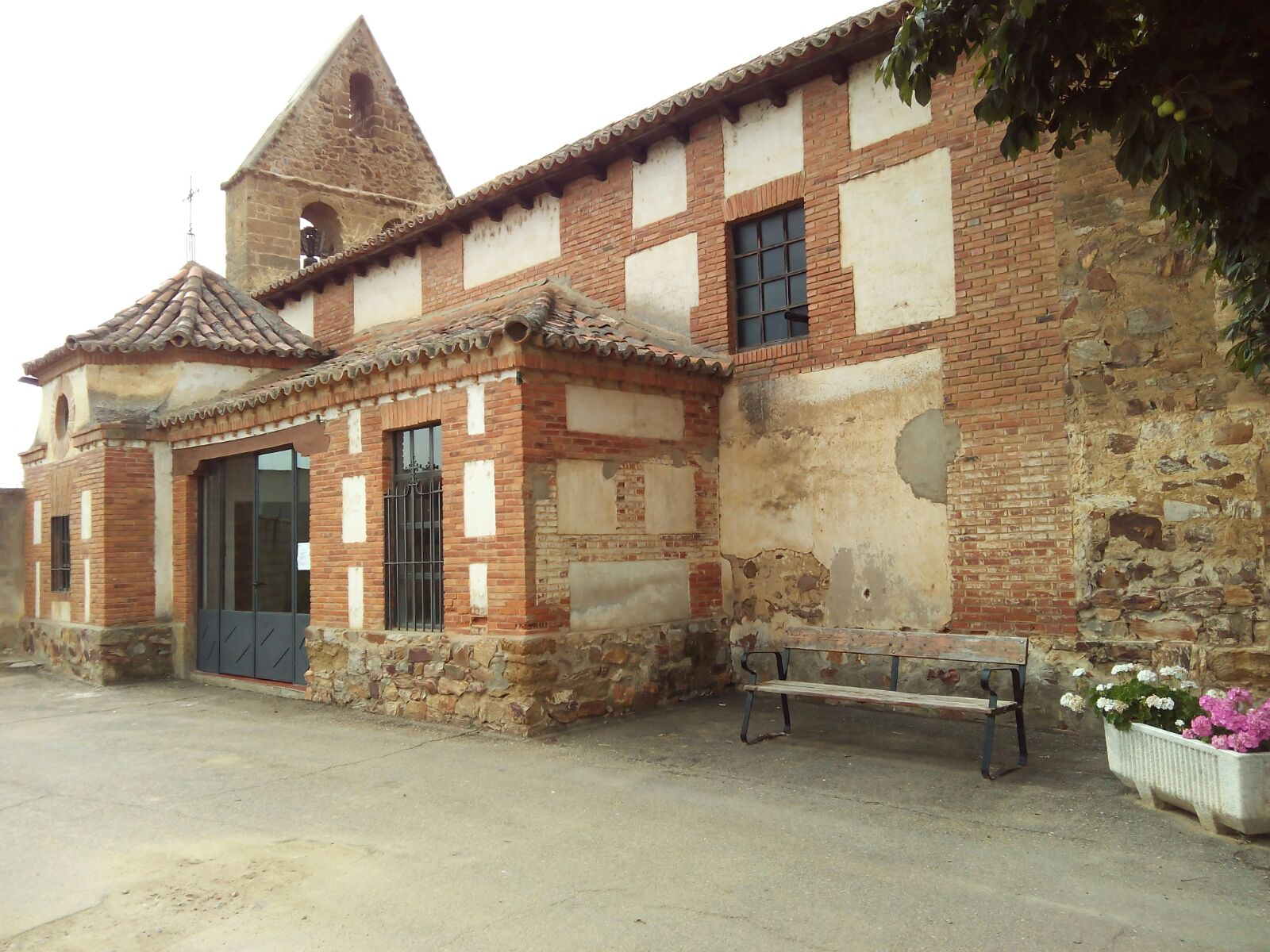
Kirche Mariä Himmelfahrt

- Kirche Mariä Himmelfahrt